# Aaron Nissenson
Aaron Nissenson est un poète juif qui écrivait principalement en yiddish.
Il est né le 9 octobre 1898 en Russie et mort le 1er mai 1964 aux États-Unis. À la fin de sa vie, il a écrit un certain nombre de poèmes pacifistes.

## Citation
« Comment puis-je te haïr ?

Femme à la peau brune, 

Enfant de la lointaine Arabie ?

Ton berceau s'est balancé là-bas, 

Dans ce pays que j'appelle mon pays »